# Ahn Sook-sun
Née en 1949,  Ahn Sook-sun est une actrice et chanteuse sud-coréenne. Elle a joué notamment dans le film La Chanteuse de pansori de Im Kwon-taek.
Elle s'est produite en France en 2002 et en 2006.